# Panggorengan
Panggorengan is een bestuurslaag in het regentschap Mandailing Natal van de provincie Noord-Sumatra, Indonesië. Panggorengan telt 843 inwoners (volkstelling 2010).